# Рідна школа (школа в Ірландії)
Рідна Школа — українська суботня школа в Дубліні. Відкрита для дітей віком від 5 років. Заснована в 2009 році Асоціацією Українців в Ірландії.
Місія школи: навчання дітей української мови, історії та культури.
Педагогічний колектив школи складається з чотирьох кваліфікованих викладачів, кожен з яких працює у взаємодії з Батьківським Комітетом.
Заходи: День Святого Миколая, Різдво, День Всіх Закоханих, День матері тощо.
У 2010 році академічний рік розпочинається 25 вересня.